# Kim Andersson
Kim Andersson, švedski rokometaš, * 21. avgust 1982.
Leta 2010 je na evropskem rokometnem prvenstvu s švedsko reprezentanco osvojil 15. mesto. Leta 2012 je z reprezentanco osvojil naslov olimpijskega podprvaka.